# Scheloribates gilvulus
Scheloribates gilvulus är en kvalsterart som först beskrevs av Koch 1841.  Scheloribates gilvulus ingår i släktet Scheloribates och familjen Scheloribatidae. Inga underarter finns listade i Catalogue of Life.